# يونكرز يو 287
يونكرز يو 287 قاذفة بأربعة محركات مزودة بمحركات نفاثة بنيت في ألمانيا النازية لتطوير التكنولوجيا اللازمة لقاذفة قنابل بمحركات نفاثة. حصلت الطائرة على أربعة محركات Junkers Jumo 004، وظهرت بجناح أمامي ثوري، وبصرف النظر عن الجناح تم تجميعه إلى حد كبير من مكونات تم تفكيكها من طائرات أخرى. كانت واحدة من أولى الطائرات النفاثة التي تم إنشاؤها باستخدام معدات الهبوط الثابتة.